# Marathon van Parijs 2005
De marathon van Parijs 2005 werd gelopen op zondag 10 april 2005. Het was de 29e editie van deze marathon.
Bij de mannen was het de Keniaan Salim Kipsang, die als eerste de finish bereikte in 2:08.04. De Russische Lidia Grigorjeva won bij de vrouwen in 2:27.01.
In totaal finishten er 28.857 marathonlopers, waarvan 4198 vrouwen.

## Uitslagen

### Mannen
| rang   | naam                        | land | tijd    |
| ------ | --------------------------- | ---- | ------- |
| Goud   | Salim Kipsang               | KEN  | 2:08.04 |
| Zilver | Paul Biwott                 | KEN  | 2:08.17 |
| Brons  | Assefa Melese               | ETH  | 2:09.24 |
| 4      | Peter Chebet Kiprono        | KEN  | 2:10.10 |
| 5      | Daniel Cheribo              | KEN  | 2:10.13 |
| 6      | Patrick Tambwe              | FRA  | 2:10.25 |
| 7      | Rodgers Rop                 | KEN  | 2:10.31 |
| 8      | El Hassan Lahssini          | FRA  | 2:11.06 |
| 9      | Ambesse Tolossa             | ETH  | 2:11.41 |
| 10     | Girma Tola                  | ETH  | 2:12.38 |
| 11     | Ahmed Ezzobayry             | FRA  | 2:13.12 |
| 12     | Pablo Olmedo                | MEX  | 2:13.25 |
| 13     | Oleg Bolokhovets            | RUS  | 2:13.33 |
| 14     | David Ramard                | FRA  | 2:13.40 |
| 15     | Abdelmajid Mehir            | MAR  | 2:13.56 |
| 16     | James Kibocha               | KEN  | 2:14.05 |
| 17     | Makhosonke Fika             | RSA  | 2:14.06 |
| 18     | Harun Toroitich             | KEN  | 2:15.34 |
| 19     | Asaf Bimro                  | ISR  | 2:16.02 |
| 20     | Simon Mutai                 | KEN  | 2:17.13 |
| 21     | Mickael Thomas              | FRA  | 2:17.33 |
| 22     | Auguste Gomes               | FRA  | 2:17.42 |
| 23     | Elson-Alex Gracioli         | BRA  | 2:18.13 |
| 24     | David Antoine               | FRA  | 2:18.44 |
| 25     | Jean-Christophe Berthonnaud | FRA  | 2:19.07 |

### Vrouwen
| rang   | naam              | land | tijd    |
| ------ | ----------------- | ---- | ------- |
| Goud   | Lidia Grigorjeva  | RUS  | 2:27.01 |
| Zilver | Florence Barsosio | KEN  | 2:27.18 |
| Brons  | Asha Gigi         | ETH  | 2:27.38 |
| 4      | Rosaria Console   | ITA  | 2:28.04 |
| 5      | Corinne Raux      | FRA  | 2:28.48 |
| 6      | Irina Permitina   | RUS  | 2:29.44 |
| 7      | Irina Timofejeva  | RUS  | 2:30.11 |
| 8      | Elena Fetizon     | FRA  | 2:34.42 |
| 9      | Carmen Oliveras   | FRA  | 2:36.02 |
| 10     | Leila Aman        | ETH  | 2:36.41 |
| 11     | Griselda Gonzalez | ESP  | 2:41.33 |
| 12     | Cécile Moynot     | FRA  | 2:44.01 |
| 13     | Magali Reymonencq | FRA  | 2:47.55 |
| 14     | Murielle Brionne  | FRA  | 2:48.30 |
| 15     | Sandra Gouault    | FRA  | 2:52.38 |

1976 ·
1977 ·
1978 ·
1979 ·
1980 ·
1981 ·
1982 ·
1983 ·
1984 ·
1985 ·
1986 ·
1987 ·
1988 ·
1989 ·
1990 ·
1991 ·
1992 ·
1993 ·
1994 ·
1995 ·
1996 ·
1997 ·
1998 ·
1999 ·
2000 ·
2001 ·
2002 ·
2003 ·
2004 ·
2005 ·
2006 ·
2007 ·
2008 ·
2009 ·
2010 ·
2011 · 
2012 · 
2013 ·
2014 ·
2015 ·
2016 ·
2017